# London Critics' Circle Film Awards 2016
37. ročník předávání cen London Critics' Circle Film Awards se konal dne 22. ledna 2017.

## Vítězové a nominovaní

### Nejlepší film
La La Land
- Moonlight
- Místo u moře
- American Honey
- Požár na moři
- Já, Daniel Blake
- Láska a přátelství
- Noční zvířata
- Saulův syn
- Toni Erdmann

### Nejlepší britský/irský film
Já, Daniel Blake
- American Honey
- High-Rise
- Láska a přátelství
- Sing Street

### Nejlepší režisér
László Nemes – Saulův syn
- Barry Jenkins – Moonlight
- Damien Chazelle – La La Land
- Kenneth Lonergan – Místo u moře
- Maren Ade – Toni Erdmann

### Nejlepší scénář
Kenneth Lonergan – Místo u moře
- Barry Jenkins – Moonlight
- Damien Chazelle – La La Land
- Maren Ade – Toni Erdmann
- Whit Stillman – Láska a přátelství

### Nejlepší herec v hlavní roli
Casey Affleck – Místo u moře
- Adam Driver – Paterson
- Andrew Garfield – Hacksaw Ridge: Zrození hrdiny
- Jake Gyllenhaal – Noční zvířata
- Peter Simonischek – Toni Erdmann

### Nejlepší herečka v hlavní roli
Isabelle Huppert – Začít znovu
- Amy Adams – Příchozí
- Emma Stoneová – La La Land
- Kate Beckinsale – Láska a přátelství
- Sandra Hüller – Toni Erdmann

### Nejlepší herec ve vedlejší roli
Mahershala Ali – Moonlight (remíza)
Tom Bennett – Láska a přátelství (remíza)
- Jeff Bridges – Za každou cenu
- Michael Shannon – Noční zvířata
- Shia LaBeouf – American Honey

### Nejlepší herečka ve vedlejší roli
Naomie Harris – Moonlight
- Viola Davis – Ploty
- Michelle Williamsová – Místo u moře
- Greta Gerwig – Ženy 20. století
- Riley Keough – American Honey

### Nejlepší britský/irský herec
Andrew Garfield – Hacksaw Ridge: Zrození hrdiny
- Dave Johns – Já, Daniel Blake
- David Oyelowo – Spojené království, Královna z Katwe
- Hugh Grant – Božská Florence
- Tom Bennett – Láska a přátelství, David Brent: Life on the Road

### Nejlepší britská/irská herečka
Kate Beckinsale – Láska a přátelství
- Hayley Squires – Já, Daniel Blake
- Naomie Harris – Moonlight, Our Kind of Traitor, Collateral Beauty: Druhá šance
- Rebecca Hall – Christine
- Ruth Negga – Loving, Iona

### Nejlepší britská/irská mladá herečka/mladý herec
Lewis MacDougall – Volání netvora: Příběh života
- Ferdia Walsh-Peelo – Sing Street
- Ruby Barnhill – Obr Dobr
- Sennie Nanua – Nejnadanější dívka
- Anya Taylor-Joy – Čarodějnice, Morgan, Rozpolcený

### Nejlepší dokument
Požár na moři
- Za kamerou
- Animovaný život
- Malá sokolnice
- The Beatles: Eight Days a Week - The Touring Years

### Nejlepší cizojazyčný film
Toni Erdmann
- Požár na moři
- Začít znovu
- Saulův syn
- Victoria

### Objev roku – britský/irský filmař
Babak Anvari – Zahaleni stínem
- Rachel Tunnard – Adult Life Skills
- Guy Hibbert – Oko v oblacích
- Peter Middleton a James Spinney – Poznámky o slepotě
- Mike Carey – Nejnadanější dívka

### Nejlepší britský/irský krátkometrážní film
Sladká Maddie Stone
- Isabella
- Jacked
- Tamara
- Terminal

### Nejlepší technika
Victoria – Sturla Brandth Grøvlen (kamera)
- American Honey – Robbie Ryan (kamera)
- High-Rise – Mark Tildesley (výprava)
- Jackie – Mica Levi (skladatel)
- Jason Bourne – Gary Powell (kaskadérský tým)
- La La Land – Justin Hurwitz (hudba)
- Moonlight – Nat Sanders a Joi McMillon (střih)
- Rogue One: Star Wars Story – Neal Scanlan (vizuální efekty)
- Sing Street – Gary Clark a Jon Carney (skladatel)

### Ocenění Dilys Powella
Kate Winslet
Isabelle Huppert